# Studio Kajino
Lo Studio Kajino (スタジオカジノ?) è una succursale dello studio d'animazione giapponese Studio Ghibli di Hayao Miyazaki e Isao Takahata.
È stato fondato nel 2000, grazie al produttore e presidente dello Studio Ghibli Toshio Suzuki, con lo scopo di focalizzare gli studi e le sperimentazioni su un determinato cinematografico: il live action. Il primo film realizzato ed ufficialmente distribuito nei cinema dello studio è Shiki-Jitsu, nel 2000, diretto dal talentuoso regista Hideaki Anno. La seconda collaborazione, non accreditata però, è per il film Satorare di Katsuyuki Motohiro.
Il nome dello studio, sembra derivare da una parte dell'indirizzo postale dello Studio Ghibli che è Takeda Mikiko 1-4-25 Kajino-cho, Koganei-shi, Tokyo 184-0002, Japan.

## Opere dello Studio Kajino

### Lungometraggi
- Shiki-Jitsu (2000)
- Satorare (2001)

### Videoclip
- Portable Airport (ポータブル空港?) dei Capsule (2004)
- Space station No. 9 dei Capsule (2005)
- Flying City Plan (空飛ぶ都市計画?, Soratobu Toshikeikaku) dei Capsule (2005)